# Farkas József (táncművész)
Farkas József, névváltozat: Borzas-Farkas József (Gyöngyös, 1801. február 15. – 1856-1859 körül) az úttörők jeles táncosszínésze és koreográfus, az első magyar hivatásos táncos. Felesége Farkasné Magda Terézia színésznő.

## Életútja
Szülei Farkas Ágoston és Kökény Erzsébet. 1813-ban lépett a pályára, mint táncos szerepelt a Rondellában. 1816. július 26-tól 1817 júliusáig kisebb megszakításokkal Szegeden lépett fel jászai Langh Ádám János társulatában. Megfordultak Makón, Nagybecskereken és Baján is. Működött Kolozsvárott (1821—1833—1834—1851). Belépett Kolossváry Pál színtársulatában, mely 1825-ben Pozsonyban járt, ahol a koronázás alkalmával bemutatta magyar táncát, amivel országos hírnevet szerzett. I. Ferenc király megdicsérte, nagyon tetszett neki a lábujjhegyen bemutatott tánc és Farkas 500 forint jutalmat kapott. Kolozsváron és Debrecenben is szerepelt. Valószínűleg Kilényi (Kocsis) Dávid társulatával került Szegedre 1827-ben innen Aradra, Szabadkára, Bajára, Pécsre, végül újból Székesfehérvárra került. 
Külföldön is ismertté tette a magyar táncot és dicsőséggel tért haza. 1829. június 26-án Pesten is fellépett a »Véletlen vőlegény« c. saját táncában. 1831-ben Abday Sándor társulatával újból Szegeden lépett fel, ekkor már mint neves táncművészt fogadták. Az 1830-as évek elején, Bihari József zenekarával társult és tánctársaságot hozott létre, amellyel Párizsban, Milánóban és Bécsben vendégszerepelt. A »Hasznos Mulatságok« 1832. évi 26. száma így ír róla: »1832. március 10-én Bétsben Attila-dolmányban s kardosán jelent meg a magyar tántzban koszorút nyert hazánkfia a néző helyen. Majd kardját leoldván, Biharinak nemzeti muzsika darabja alatt tüntető ki a nemzeti tántznak minden szépségeit. Könnyű mozgás, nemes magatartás bélyegezek az előadást; nevetséges ugrások, melyeket hasonló mutatványkor eddig mint múlhatatlanokat kötének a magyar tántzhoz, itt nem jövőnek elő. Egyszóval: a tökéletes remek-tántz azon ditsekedve emlegethető ítéleteket nyerte meg a bétsieknek, hogy a valódi magyar tántznak példáját most láthaták ők először.« 1828-ban Pesten, 1833–34-ben a budai Várszínházban működött. Ő szerkesztette 1834-ben az első Körmagyart.
Az 1830-as évek végétől vidéki városokban működött (Szeged, Pécs, Nagyvárad, Kecskemét) mint táncos és táncmester. 1838-ban, 1841-ben és 1847-ben a Nemzeti Színházban is fellépett. Később Szőllőssyvel versenyre lépett, de ez őt legyőzte. Az 1850-es években hunyt el.
A reformkor legkiemelkedőbb magyar táncművészeként tartják számon, aki hírnevét nemes és virtuóz tánctudásával és a Párizsban tanult spicctechnikát a magyar táncokba beépítő újításával szerezte. Ő alakította ki a verbunkos színpadi formáját és népszerűsítette azt.
Felesége Magda Terézia (1810 k. – 1859) színésznő, gyermekük Farkas Jozefa Klára (Pest, 1829. március 29. – ?)